# Eratoena grata
Eratoena grata is een slakkensoort uit de familie van de Eratoidae. De wetenschappelijke naam van de soort is voor het eerst geldig gepubliceerd in 1997 door T. Cossignani & V. Cossignani.